# Vassili Kamenski
Pour les articles homonymes, voir Kamenski.
 Vassili Vassilievitch Kamenski (en russe : Василий Васильевич Каменский) est un écrivain, poète, dramaturge, éditeur, peintre et aviateur né le 17 avril 1884 (29 avril dans le calendrier grégorien) dans le village de Borovskoe, dans le district de Perm en Russie, et mort le 11 novembre 1961  à Moscou (RSFSR, URSS).

## Biographie
Si l'on en croit ses récits et ses mémoires, Vassili Kamenski serait né à bord d'un bateau sur la Kama mais certains l'ont démenti.
Fils d'un inspecteur général des mines d'or du comte Chouvalov dans la région de Perm, très jeune il perdit ses parents et à partir de cinq ans, grandit sous la tutelle de sa tante, à Perm, dont l'époux était pilote de remorqueur et gérant d'une société de remorquage. Là, dans cette ville où coule la Kama, il passa une bonne partie du temps de son enfance sur les quais au milieu des remorqueurs, des péniches, des trains de bois, des bateaux de toutes sortes, des dockers, des marins, des bateliers, des capitaines, etc.
En 1900, à 16 ans, il quitta l'école élémentaire et de 1902 à 1906 travailla en tant que greffier et commis à la comptabilité des chemins de fer. En 1904, il commença à écrire dans un journal de Perm où il publia des poèmes et des critiques. Là il rencontra des marxistes locaux ce qui lui permit de développer sa propre ligne politique de gauche. Simultanément, il se lança dans l'interprétation théâtrale et voyagea à travers la Russie avec une troupe. À son retour, en 1905, dans l'Oural, il devint agitateur dans les ateliers du chemin de fer puis fut élu président du comité de grève à Nijni Taguil ce qui lui valut une peine de prison de courte durée. Libéré, il voyagea en orient et passa par Istanbul et Téhéran ce qui l'inspira pour ses travaux ultérieurs.
En 1906, il arriva à Moscou où il se retrouva dans des cercles littéraires puis en 1907 partit pour Saint-Pétersbourg afin d'y passer un examen d'entrée dans une école supérieure d'agriculture où admis il étudia l'agronomie. En 1908, à Moscou, il devint rédacteur en chef adjoint du magazine Printemps où il fit paraître ses dessins à l'aquarelle ou au crayon qui l'occupèrent davantage que ses écrits; d'ailleurs le lien externe no 2 présente une photographie où on le voit tenir un paquet de pinceaux. Il y rencontra Alexeï Kroutchenykh, Vladimir Maïakovski puis le peintre David Bourliouk et le poète Vélimir Khlebnikov qui devinrent ses amis. Il fut d'ailleurs le premier à rendre hommage au génie du dernier cité en faisant éditer en 1908, pour la première fois dans la revue qu'il dirigeait, L'épreuve du pêcheur. En 1909, il participa aux expositions "Impressionnistes" et "Triangle".
Deux ans plus tard, en 1910, David Bourliouk, Vélimir Khlebnikov, Alexeï Kamenski et d'autres collaborèrent à la création du premier groupe futuriste "Hylaeva" (Gileia) qui fit paraître un premier recueil de poésies sous le titre Jardin des juges et qui en avril eut sa première manifestation publique à Saint-Pétersbourg avec la participation de David Bourliouk, Nicolas Bourliouk, Vladimir Bourliouk, Elena Guenrikhovna Gouro, Vélimir Khlebnikov, etc. D'autres écrivains rejoignirent l'association comme Alexeï Kroutchenykh, Vladimir Maïakovski, Boris S. Livshitz. La même année Vassili Kamenski fit paraître sa première courte nouvelle en prose La Hutte en terre dans laquelle une femme quittait la ville pour retrouver les joies et la beauté de la vie au milieu de la nature. L'échec public de cette œuvre le découragea provisoirement de poursuivre dans cette voie.
Kamenski quitta Moscou pour voyager à travers son pays puis se rendit à Varsovie, Berlin, Paris pour y apprendre le pilotage et rentra en passant par Londres, Vienne. Il alla même en Italie, en Turquie en Perse et devint un des premiers russes à maîtriser le pilotage avec un Blériot XI. C'est d'ailleurs lui qui popularisa le mot avion, "самолёт" en russe. Après avoir eu un accident, il abandonna le vol et pendant deux ans vécut dans sa propriété près de Perm, ville où il organisa une exposition en 1913 année où il revint à Moscou. En ville, comme d'autres jeunes de sa mouvance qui se distinguaient par leur excentricité, on pouvait le voir habillé d'une chemise russe de couleur rouge avec un cigare à la bouche et un aéroplane peint sur le front. Il rejoignit le cubo-futurisme et, jusqu'en 1914, en compagnie de Vladimir Maïakovski et de David Bourliouk il organisa une tournée dans dix-sept villes russes pour promouvoir le futurisme par la lecture. Il resta désormais fidèle à ce mouvement en participant à la rédaction de ses journaux, de ses magazines, de ses livres et en animant ses manifestations publiques. En 1914, il écrivit Faits tirés de l'histoire du futurisme russe, un essai où il formulait les principes de ce mouvement qui prétendait-il, était apparu en Russie dès 1907. La même année, il publia les célèbres poèmes futuristes réunis sous le titre Tango avec les vaches dont six étaient regroupés sous l'appellation Poèmes en béton armé. Cette œuvre était illustrée par les peintres David et Vladimir Bourliouk et les poèmes étaient imprimés sur du papier mural fleuri avec des pages dont l'angle supérieur de la tranche était remplacé par un segment oblique. La position des mots sur les pages suivait la structure verbale et le sens du texte et le texte était même imprimé avec plusieurs polices comme dans le poème Téléphone. Ces innovations furent présentées à l'exposition de Moscou de 1914. L'année suivante, il publia son long poème, Stenka Razine, sur le célèbre chef cosaque qui mena un soulèvement au XIIIe siècle. En décembre 1915, il participa aux dernières expositions futuristes en Russie organisées par Jean Pougny à Saint-Pétersbourg (Tramway V et Exposition 0,10) et par le Valet de Carreau à Moscou.
Comme la plupart des futuristes, Kamenski accueillit avec enthousiasme la Révolution d'Octobre où il fut utilisé en tant que responsable culturel dans l'Armée rouge. Il fut l'un des premiers écrivains élu au Soviet des ouvriers soudeurs de Moscou. En novembre 1917, il convainquit Ivan Filippov, le célèbre boulanger, dont les magasins avaient été le siège des meneurs de la lutte pendant les émeutes de 1905 et les journées de Février, de subventionner un petit café pour les poètes. On l'installa dans une vieille blanchisserie, dans une petite rue appelée Nastachinsky qui donnait sur la rue Tverskaya. "Le café des poètes" fut fermé en avril 1918 et les anarchistes qui le fréquentaient en firent le siège de leur journal Anarchie. Pour le premier anniversaire de la Révolution, il adapta Stenka Razine pour la scène et Robert Leach, l'écrivain et le directeur de théâtre, écrivit que cette version avait été la plus convaincante et qu'elle avait créé une très forte impression à la maison du peuple Alexandre Vvedenski, à Moscou, où elle avait été jouée. Le rôle du chef de la rébellion était tenu par Nicolas Znamenski du Théâtre d'art de Moscou ; le spectacle était conçu par Pavel Kouznetsov puis dirigé par Arkady Pavlovitch Zonov et Vassili Sakhnovsky. 1918 fut aussi l'année où il écrivit Sa-ma biographie de futuriste.
Dans les années 1920 il collabora au journal LEF où il joua un rôle mineur. Il écrivit au moins trois scripts de film, en 1923 pour Semya Gribushinykh tourné par Alexandre Razoumny, en 1925 pour La tragédie Yevlampiya Chyrkina tourné par Mikhaïl Verner et en 1928 pour Mytrochka, soldat de la révolution tourné par Marko Tereshchenko. En 1927, il édita Mon journal qui se réduisit à un seul numéro et en 1930, il écrivit ses mémoires sous le titre Le chemin d'un enthousiaste. Suivirent en 1931 un drame historique Iemelian Pougatchev et en 1934 Ivan Bolotnikov, en quelque sorte la trilogie des grands chefs rebelles de la Russie tsariste.
Le 19 avril 1948, il eut un accident vasculaire cérébral qui le laissa paralysé jusqu'à sa mort. Malgré ce handicap, le 24 février 1952, il fut le représentant soviétique d'une conférence sponsorisée par la Commission économique et sociale pour l'Asie et le Pacifique (ECAFE) où il transmit que son pays était prêt à développer le commerce et même le troc avec les pays asiatiques, même ceux qui avaient un régime très différent de l'URSS, à condition qu'ils mettent de côté leurs problèmes de balance des paiements.
La maison où il a vécu de 1932 à 1951, dans le village de Trinité, près de Perm, est devenue un musée.

## Distinctions
- Ordre du Drapeau rouge du Travail
- Membre de l'union des écrivains de Russie